# الأكاديمية النرويجية للعلوم والآداب
الأكاديمية النرويجية للعلوم والآداب (بالإنجليزية: Norwegian Academy of Science and Letters)‏ هي أكاديمية علوم، تأسست في 3 مايو 1857، في النرويج.